# Fuji, Shizuoka
Fuji (富士市 Fuji-shi) là một thành phố đô thị loại đặc biệt thuộc tỉnh Shizuoka của Nhật Bản.
Thành phố nằm trên bán đảo Izu ở phía Đông của tỉnh, phía Nam của núi Fuji, rộng 214,1 km², và có 237.300 dân (ước ngày 1/8/2008) – đông thứ ba trong tỉnh.